# Dubyago (månekrater)
Dubyago er et nedslagskrater på Månen. Det befinder sig ved den østlige rand af Månens forside og ses i betydelig perspektivisk forkortning fra Jorden. Det er opkaldt efter den russiske astronom Dmitrij Ivanovitj Dubyago (1850 – 1918) og den sovjetiske astronom Alexander Dmitrievitj. Dubyago (1903 – 1959).
Navnet blev officielt tildelt af den Internationale Astronomiske Union (IAU) i 1964. 
Stavemåden Dubiago ses i nogle astronomiske publikationer.

## Omgivelser
Dubyagokrateret ligger langs den sydlige bred af Mare Undarum, sydøst for Firmicuskrateret. 

## Karakteristika
Krateret har en noget nedslidt ydre rand, som falder til et lavpunkt mod nord, mens den når sin største højde i den østlige side. Det mest bemærkelsesværdige træk er imidlertid bundens mørke farve, som svarer til albedoen for maret mod nordvest. Denne mørkere farve får krateret til at træde noget frem blandt dets omgivelser.
Dubyago har et usædvanligt stort antal satellitkraters, hvoraf mange siden er blevet navngivet af IAU. Det mest fremtrædende af satellitkrater er "Dubyago B", som er tæt på at være forbundet til hovedkraterets sydøstlige rand.

## Satellitkratere
De kratere, som kaldes satellitter, er små kratere beliggende i eller nær hovedkrateret. Deres dannelse er sædvanligvis sket uafhængigt af dette, men de får samme navn som hovedkrateret med tilføjelse af et stort bogstav. På kort over Månen er det en konvention at identificere dem ved at placere dette bogstav på den side af satellitkraterets midte, som ligger nærmest hovedkrateret. Dubyagokrateret har følgende satellitkratere:
| Dubyago | Længde | Bredde  | Diameter |
| ------- | ------ | ------- | -------- |
| B       | 2,8° N | 70,2° Ø | 36 km    |
| D       | 1,4° N | 71,2° Ø | 14 km    |
| E       | 1,3° N | 69,0° Ø | 12 km    |
| F       | 1,8° N | 69,4° Ø | 9 km     |
| G       | 1,8° N | 69,0° Ø | 9 km     |
| H       | 2,3° N | 69,2° Ø | 8 km     |
| J       | 2,9° N | 69,6° Ø | 11 km    |
| K       | 1,5° N | 68,2° Ø | 9 km     |
| L       | 1,9° N | 68,1° Ø | 7 km     |
| M       | 2,5° N | 68,1° Ø | 12 km    |
| N       | 1,4° N | 67,0° Ø | 7 km     |
| R       | 2,5° N | 66,3° Ø | 8 km     |
| T       | 4,8° N | 72,3° Ø | 9 km     |
| V       | 5,9° N | 70,0° Ø | 12 km    |
| W       | 6,5° N | 69,9° ø | 9 km     |
| X       | 6,5° N | 73,0° Ø | 8 km     |
| Y       | 4,2° N | 68,2° Ø | 7 km     |
| Z       | 3,8° N | 70,9° Ø | 9 km     |

De følgende kratere har fået nyt navn af IAU:
- Dubyago C — Se Respighikrateret.
- Dubyago P — Se Pomortsevkrateret.
- Dubyago Q — Se Stewartkrateret.
- Dubyago S — Se Liouvillekrateret.
- Dubyago U — Se Boethiuskrateret.

## Måneatlas
- Billeder af Dubyagokrateret i LPI-måneatlasset